# 오타와 퓨어리 FC
오타와 퓨어리(Ottawa Fury FC)는 캐나다의 수도인 온타리오주 오타와를 연고지로 했던 과거 축구팀으로 2005년부터 2013년까지 USL 리그 2에 참가했던 오타와 퓨어리와 동일한 이름을 사용했으며 2014년부터 2016년까지는 북미 사커 리그에 참가한 뒤 2017년부터 2019년까지는 USL 챔피언십에 참가했다.

## 역대 홈경기장
| 경기장               | 사용기간      | 장소              | 팀명             | 비고      |
| -------------------- | ------------- | ----------------- | ---------------- | --------- |
| TD 플레이스 스타디움 | 2014년~2019년 | 온타리오주 오타와 | 오타와 퓨어리 FC | 빈칸      |
| 키스 해리스 스타디움 | 2014년~2019년 | 온타리오주 오타와 | 오타와 퓨어리 FC | 제2홈구장 |

## 역대 감독
| 감독            | 임기        |
| --------------- | ----------- |
| 니콜라 포포비치 | 2017 ~ 2019 |

## 메이저 리그 사커제휴팀
- 몬트리올 임팩트 (몬트리올, 퀘벡)

## 같이 보기
- 토론토 FC